# 아케가라스
《아케가라스 -akegarasu-》(일본어: 明烏)는 후쿠다 유이치의 희곡. 변두리의 호스트 클럽을 무대로 하고 있으며, 극단 브라보에 의해 2011년 9월에 에비스 에코 극장에서 초연 되었다. 2015년 7월 시모키타자와역 극장에서 재연 되었다.
후쿠다의 각본·감독에 의해 〈아케가라스〉라는 제목으로 영화화되어 2015년 5월에 공개되었다.

## 영화
《아케가라스》(일본어: 明烏)는 2015년에 공개된 일본 영화이다.

### 출연
- 나오키 : 스다 마사키
- 아오이 : 시로타 유우
- 노리오 : 와카바 류야
- 아키코 : 요시오카 리호
- 레이 : 카키자와 하야토
- 히로 : 마츠시타 유야
- 아키라 : 무로 츠요시
- 고로 : 사토 지로
- 야마자키 : 아라이 히로후미
- 아오이에 호의를 베푸는 아줌마 : 이토 마사코

### 스태프
- 감독·각본 : 후쿠다 유이치
- 촬영 감독 : 쿠도 테츠야
- 촬영 : 사토 코우스케
- 미술 : 오제키 타츠오
- 조명 : 후지타 타카미치
- 녹음 : 타카시마 료타
- 정음 : 스즈키 마사히로
- 음향 효과 : 아라카와 노조미
- 편집 : 쿠리야가와 준
- 라인 프로듀서 : 와다 다이스케
- 조감독 : 호시 히데키
- 주제가 : Alexandros 〈ワタリドリ〉
- 제작 : 타카하시 요시유키, 햐쿠타케 코지, 스즈키 히토유키
- 프로듀서 : 코바야시 히로, 쿠보타 히로키